# Raad voor het Doorgaand Bestuur van Tokelau
Raad voor het Doorgaand Bestuur van Tokelau (Engels: Council for the Ongoing Government of Tokelau) is de formele naam voor de zeskoppige Tokelause regering. Hij verzorgt het dagelijks bestuur van het territorium wanneer het parlement niet samenzit.
De Raad bestaat uit de drie faipule (dorpschefs) en de drie pulenuku (burgemeesters), van elk atol elk een. De faipule hebben een aantal ministersportefeuilles, de pulenuku niet. De functie van premier (Ulu-o-Tokelau) roteert tussen de drie faipule. Elk atol levert dus elke drie jaar gedurende een jaar de regeringsleider, die ex officio minister van Buitenlandse Zaken, minister voor het Tokelaus Parlement en Kabinet, minister van Jeugd, Sport, Cultuur en Vrouwenzaken, minister van Nationale Openbare Dienstverlening, minister van Justitie en minister van Uitzendingen (i.c. radio) is.

## Samenstelling 2011-2013
Premier en minister van Financiën, Telecommunicatie, Energie en Transport: Foua Toloa (Fakaofo)

### Faipule
- Keli Koloi (Atafu) - Economische Ontwikkeling, Natuurlijke Hulpbronnen en Milieu en Onderwijs
- Salesio Lui (Nukunonu) - Volksgezondheid en Ondersteunende Diensten
- Foua Toloa

### Pulenuku
- Panapa Sakaria (Nukunonu)
- Faafetai Taumanu (Atafu)
- Tinielu Tuumuli  (Fakaofo)

## Samenstelling 2010-2011
Premier en minister van Economische Ontwikkeling, Natuurlijke Hulpbronnen en Milieu en Onderwijs: Kuresa Nasau (Atafu)

### Faipule
- Kuresa Nasau
- Foua Toloa (Fakaofo) — Financiën, Openbare Voorzieningen en Transport
- Pio Tuia (Nukunonu) — Volksgezondheid en Ondersteunende Diensten

### Pulenuku
- Lino Isaia (Nukunonu)
- Nouata Tufoua (Atafu)
- Tinielu Tuumuli (Fakaofo)